# Absolutni debiutanci (serial telewizyjny)
Absolutni debiutanci – polski serial obyczajowy w reżyserii Kamili Tarabury i Katarzyny Warzechy udostępniony na platformie VOD Netflix 25 października 2023 roku.

## Fabuła
Dwoje przyjaciół - Lena (Martyna Byczkowska) i Niko (Bartłomiej Deklewa) podczas wspólnych wakacji nagrywają film, który ma pomóc im dostać się do szkoły filmowej. W trakcie wyjazdu poznają Igora (Jan Sałasiński), a ich relacja i dotychczasowe przekonania ulegają przewartościowaniu.

## Obsada

### Główna i drugoplanowa
- Martyna Byczkowska jako Lena Głowacka
- Bartłomiej Deklewa jako Niko
- Jan Sałasiński jako Igor Tymczenko
- Paulina Krzyżańska jako Malwina
- Piotr Witkowski jako Dawid
- Katarzyna Warnke jako Tamara
- Anna Krotoska jako Bogusia
- Andrzej Konopka jako Paweł Maj
- Julian Świeżewski jako trener Marcin

### Poboczna i gościnna
- Maciej Kosiacki jako Jacek
- Jakub Wieczorek jako „Ryba”, ojciec Malwiny
- Grzegorz Jurek jako konduktor
- Ewa Ekwa jako Wika
- Maciej Maleńczuk jako właściciel kempingu
- Michał Piela jako gość
- Rafał Kwietniewski jako kochanek Bogusi
- Mateusz Więcławek jako „Teo”
- Mariusz Bonaszewski jako prezes klubu
- Oksana Czerkaszyna jako mama Igora
- Bruno Tomczyk jako Borys, brat Igora
- Agnieszka Holland jako przewodnicząca komisji egzaminacyjnej
- Agnieszka Smoczyńska jako członkini komisji egzaminacyjnej
- Xawery Żuławski jako członek komisji egzaminacyjnej
- Natalia Fiedorczuk jako członkini komisji egzaminacyjnej
- Łukasz Maciejewski jako członek komisji egzaminacyjnej
- Jerzy Matula jako członek komisji egzaminacyjnej

## Produkcja
Zdjęcia do serialu odbywały się na Helu, w Ustce, Sopocie i w Łodzi.